# 燕 (安史之乱)
燕，又称大燕、燕氏，是唐朝叛将安禄山於756年建立的政权，建都洛阳。759年史思明攻灭安庆绪，自立为帝，国号仍为“燕”。763年正月，史朝义兵败自杀，安史之亂被平定。
安祿山政權和史思明政權國號都是“燕”，又一脈相承，唐朝人多統稱為“偽燕”。但根據出土墓誌，安祿山剛剛起兵時，兵力強盛，頗有一鼓作氣消滅唐朝，取而代之之勢。當時安祿山控制下的領地，將安祿山政權稱作“燕朝”。史思明政權時期，為了將自身與安祿山政權相區別，又將安祿山政權稱作“前燕”，而將史思明政權稱作“後燕”。

## 燕國君主列表
| 肖像 | 庙号 | 谥号                    | 名讳                | 在世时间     | 在位时间     | 年号 | 年号使用时间 | 陵寝                               |
| 前燕 | 前燕 | 前燕                    | 前燕                | 前燕         | 前燕         | 前燕 | 前燕         | 前燕                               |
| ---- | ---- | ----------------------- | ------------------- | ------------ | ------------ | ---- | ------------ | ---------------------------------- |
| －   | －   | 光烈皇帝 （史思明追谥） | 安禄山              | 703年－757年 | 756年－757年 | 圣武 | 756年－757年 | －                                 |
| －   | －   | 晋剌王 （史思明谥）     | 安慶緒 （初名仁执） | 723年－759年 | 757年－759年 | 天成 | 758年－759年 | －                                 |
| 後燕 |      |                         |                     |              |              |      |              |                                    |
| －   | －   | 昭武皇帝 （史朝義追谥） | 史思明              | 703年－761年 | 759年－761年 | 應天 | 759年        | 北京市丰台区王佐镇林家坟村史思明墓 |
| －   | －   | 昭武皇帝 （史朝義追谥） | 史思明              | 703年－761年 | 759年－761年 | 順天 | 759年－761年 | 北京市丰台区王佐镇林家坟村史思明墓 |
| －   | －   | －                      | 史朝義              | 731年－763年 | 761年－763年 | 显圣 | 761年－763年 | －                                 |

## 人物

### 后妃
- 康夫人
- 段皇后
- 辛皇后

### 皇室
- 安思順
- 安慶宗
- 安慶恩
- 安慶和
- 安慶餘
- 安慶則
- 安慶光
- 安慶喜
- 安慶祐
- 安慶長
- 史朝英
- 史朝清

### 將領
- 阿史那承慶
- 安太清
- 安守忠
- 李歸仁
- 孫孝哲
- 蔡希德
- 牛廷玠
- 向潤客
- 高邈
- 李欽湊
- 李立節
- 崔乾祐
- 尹子奇
- 何千年
- 武令珣
- 能元皓
- 田承嗣
- 田乾真
- 張獻誠
- 令狐潮
- 楊朝宗
- 謝元同
- 畢思琛
- 薛嵩
- 劉龍仙
- 高秀巖
- 董秦
- 阿史那从礼
- 安雄俊
- 王福德
- 荣敬
- 令狐彰
- 高鞫仁
- 王立

### 謀臣
- 達奚珣
- 高尚
- 嚴莊
- 張萬頃
- 陳希烈
- 張通儒
- 崔光遠
- 李廷堅 (李庭望)
- 平洌
- 李史魚
- 獨孤問俗
- 張均
- 李懷仙
- 李華
- 周贄
- 張忠志
- 安太清
- 王柬
- 宇文宽
- 郭獻璆
- 王維
- 阿史那玉
- 向貢
- 高如震
- 高久仁
- 王東武
- 許叔冀
- 梁浦
- 田神功
- 李祥
- 劉象昌
- 卫鸣鹤

### 其他
- 李豬兒
- 火拔歸仁
- 邊令誠
- 許季常
- 康谦